# William Janz
William Janz (Den Haag, 5 juni 1974) is een Nederlandse zanger.

## Loopbaan
William Janz is bekend van zijn deelname aan diverse talentenjachten in binnen- en buitenland. Naast zijn muzikale carrière werkt Janz als leraar op het middelbaar beroepsonderwijs (mbo). Op jonge leeftijd ontwikkelde Janz een passie voor muziek. Zijn idool in de jaren negentig was Julio Iglesias, wat hem inspireerde om deel te nemen aan de Soundmixshow van Henny Huisman in 1996, waar hij een finaleplaats wist te behalen. Dit resulteerde in internationale optredens en overwinningen in diverse talentenjachten. Hierna werd William Janz internationaal bekend als 'The Dutch Julio Iglesias'.
Met Riny Schreijenberg, de man achter het succes van artiesten als Frans Bauer, werkt William Janz sinds 2018 samen. Schreijenberg en Emile Hartkamp, die eerder verantwoordelijk waren voor het succes van diverse artiesten, hebben na 20 jaar opnieuw de handen ineengeslagen om William Janz te ondersteunen bij zijn muzikale carrière.
Janz heeft diverse singles uitgebracht, waaronder 'Door jou zie ik weer hoe mooi het leven is' en 'Ik wil jou helemaal voor mij alleen'. In april 2022 gaf hij zijn eerste grote theaterconcert in Nederland, in het AFAS Circus-theater Scheveningen, waar hij zijn eerste album presenteerde: 'Willam Janz Zingt Julio Iglesias'. Tijdens dit concert werd ook zijn single 'Perdido' ten gehore gebracht.
William Janz is geboekt als hoofdgast op diverse toonaangevende Pride Festivals wereldwijd. Hij heeft ook meegedaan aan de Spaanse tv-show Got Talent España en kreeg daaropvolgend een aanvraag om op te treden bij America's Got Talent.

## Discografie

### Albums
| Album                | Datum van verschijnen |
| -------------------- | --------------------- |
| Zingt Julio Iglesias | 2022                  |

### Singles
| Single                                      | Datum van verschijnen | Album                                      |
| ------------------------------------------- | --------------------- | ------------------------------------------ |
| Ik wil met je dansen, Quiero Bailar Contigo | 2024                  |                                            |
| Milonga                                     | 2023                  | Zingt Julio Iglesias                       |
| Perdido                                     | 2022                  | Zingt Julio Iglesias                       |
| Mijn Allerliefste                           | 2018                  | Mijn Allerliefste                          |
| Ik Wil Jou Helemaal Voor Mij Alleen         | 2015                  | Ik Wil Jou Helemaal Voor Mij Alleen        |
| Door jou zie ik weer hoe mooi het leven is  | 2014                  | Door jou zie ik weer hoe mooi het leven is |